# Fonteintjesmolen
De Fonteintjesmolen is een watermolen in de tot de Oost-Vlaamse gemeente Ninove behorende plaats Meerbeke, gelegen aan de Stenebrug 71.
Deze bovenslagmolen op de Wolfputbeek (ook: Elsbeek) fungeerde als volmolen, papiermolen en oliemolen, later uitsluitend als korenmolen.

## Geschiedenis
In 1550 stichtte men een watermolen op deze plaats die dienst deed als volmolen. Er was namelijk een aanzienlijke wolindustrie buiten de stad Ninove en het laten vollen van de weefsels in Ninove, Geraardsbergen of Ath werd duur bevonden. Nu was vollen in het nabijgelegen Ninove niet echt veel duurder en bovendien kwam, mede door de onrust tijdens de godsdiensttwisten en het feit dat de molen geen banmolen mocht zijn, een einde aan het volmolenbedrijf. In 1586 werd de molen daarom omgebouwd tot papiermolen en tot na 1686 bleef deze in bedrijf. De molen werd opnieuw omgebouwd, en wel tot oliemolen. In 1764 werd het een korenmolen.
In 1871 werd de nabijgelegen Hutsenbergmolen, een standerdmolen, door storm zwaar beschadigd en onderdelen van deze molen werden in de Fonteintjesmolen hergebruikt. In hetzelfde jaar werd een stoommachine geïnstalleerd en einde jaren '30 van de 20e eeuw werd deze door een dieselmotor vervangen.
In 1986 werd de molen beschermd en de particuliere eigenaar heeft de molen gerestaureerd. In 2017-2018 werd de molen maalvaardig gerestaureerd.

## Gebouw
De bakstenen molengebouwen dateren van het laatste kwart van de 19e eeuw maar het zandstenen muurgedeelte waar ook het rad is bevestigd is ouder. Het metalen bovenslagrad is nog intact.
- Inventaris van het Bouwkundig Erfgoed (Vlaanderen): 9427